# Diễn văn của nhà vua
Diễn văn của nhà vua (tên gốc tiếng Anh: The King's speech) là một bộ phim diễn sử do Anh sản xuất vào năm 2010, được đạo diễn bởi Tom Hooper, kịch bản bởi David Seidler. Trong phim, Colin Firth thủ vai Vua George VI, để đối phó với chứng nói lắp đã tìm đến Lionel Logue, một nhà trị liệu về ngôn ngữ và phát âm do Geoffrey Rush đóng. Hai người đã trở thành bạn bè khi họ làm việc cùng nhau, và sau sự kiện anh ông thoái vị, nhà vua mới lên ngôi phải nhờ đến sự trợ giúp của Lionel để có thể đọc bài phát thanh vô tuyến thời chiến đầu tiên về sự kiện Anh tuyên chiến với Đức năm 1939.
Các thước phim cơ bản được quay ở Anh trong khoảng từ tháng 11 năm 2009 đến tháng 1 năm 2010. Công chiếu tại Anh vào 7 tháng 1 năm 2011, bộ phim là một thành công lớn cả về doanh thu lẫn phê bình. Từ 15 triệu đô la kinh phí, nó thu về hơn 400 triệu đô la doanh thu trên toàn thế giới. Bộ phim đã nhận được nhiều đề cử và giải thưởng, tiêu biểu có giải Quả cầu vàng cho nam diễn viên điện ảnh xuất sắc nhất – kịch (Colin Firth) và 4 giải Oscar cho Phim hay nhất, Đạo diễn xuất sắc nhất (Hooper), Nam diễn viên chính xuất sắc nhất (Firth), Kịch bản gốc xuất sắc nhất (Seidler).

## Nội dung
Bộ phim kể về vua George VI của Anh, người mắc tật nói lắp từ nhỏ. Sau bài phát biểu kết thúc Triển lãm Hoàng gia Anh tại sân vận động Wembley, George VI, lúc này vẫn còn là hoàng tử Albert, công tước York, đã hết hi vọng chữa khỏi tật của mình; nhưng vợ ngài, Elizabeth vẫn thuyết phục chồng gặp Lionel Logue, bác sĩ trị liệu người Australia, hiện đang sống tại London. Trong buổi trị liệu đầu tiên, Logue đã gọi hoàng tử là "Bertie", cái tên mà chỉ những người thân thiết nhất mới được dùng. Điều này làm hoàng tử rất tức giận. Sau đó, Logue còn thách hoàng tử vừa nghe bản nhạc "The Marriage of Figaro", vừa nhắc lại trôi chảy câu nói nổi tiếng trong Hamlet "To be, or not to be" ("Tồn tại hay không tồn tại"). Logue ghi âm lại toàn bộ. Cảm thấy tuyệt vọng, hoàng tử bỏ về. Logue đưa cho ngài bản ghi âm làm kỉ niệm.
Sau khi vua George V có bài phát biểu trên radio vào dịp Giáng sinh 1934, ngài giải thích với con trai tầm quan trọng của truyền thông với hoàng gia. Ngài quyết định truyền ngôi cho Albert, vì lo ngại người anh David (hoàng tử Edward, công tước Wales) sẽ huỷ hoại chính bản thân mình, gia đình và đất nước khi làm vua. Ngài cũng yêu cầu Albert tự tập nói, nhưng đây là một công việc rất khó khăn với hoàng tử.
Sau đó, hoàng tử Albert nghe lại bản thu âm của mình. Thật bất ngờ, trong bản thu, hoàng tử nói rất trôi chảy. Ngài quyết định đến gặp bác sĩ Logue một lần nữa. Tại nhà mình, Logue đã giúp Albert tập thở và tập thư giãn cơ, nhưng vẫn cố gắng tìm ra nguyên nhân chính xác của tật nói lắp. Lúc đầu, hoàng tử còn ngại ngần, nhưng sau đó đã thổ lộ những ký ức không mấy hạnh phúc của tuổi thơ, như sự lạnh lùng của người cha, việc bị ép chuyển từ thuận tay trái sang tay phải, bị đánh do chân không đứng thẳng, bị vú em đánh đập và cái chết của người em trai. Hai người dần dần trở thành đôi bạn thân thiết.
Tháng 1 năm 1936, George V băng hà, David lên thay và trở thành vua Edward VIII. David lúc này đã yêu một cô gái Mỹ, Wallis Simpson, nhưng cô vẫn là vợ hợp pháp của người khác. Trong bữa tiệc Giáng sinh tại lâu đài Balmoral, Albert chỉ ra rằng do Wallis Simpson đã có hai đời chồng, nên David, trên cương vị người đứng đầu Giáo hội Anh, không thể kết hôn dù cô ta có ly dị một lần nữa. Đáp lại, David buộc tội em trai mình đi trị liệu hòng cướp ngôi vua.
Trong buổi trị liệu tiếp theo, Albert tâm sự rằng đã nói trôi chảy hơn trước tất cả mọi người, chỉ trừ David, và cũng kể chuyện tình cảm của David với cô Wallis Simpson. Logue nói rằng Albert có thể làm vua tốt hơn David. Điều này làm cho hoàng tử rất giận dữ, vì ngài nghĩ rằng không thể cướp ngôi của anh trai mình. Tuy nhiên, cuối cùng, David đã thoái vị để lấy Simpson, nhường ngôi cho em trai. Nhà vua và hoàng hậu mới đã đến nhà Logue để xin lỗi, gây bất ngờ cho người vợ, lúc đó vẫn chưa hay biết gì về bệnh nhân của chồng.
Khi chuẩn bị cho lễ đăng quang tại tu viện Westminster, nhà vua biết được Logue là bác sĩ không bằng cấp. Khi được hỏi, Logue giải thích rằng ông đã chữa trị cho những người lính Australia bị shock sau Chiến tranh thế giới thứ nhất. Thấy nhà vua vẫn chưa tự tin phát biểu, Logue thản nhiên ngồi vào ghế của vua. Quá tức giận trước hành động bất kính, nhà vua đã trách mắng Logue một cách vô cùng trôi chảy.
Vào tháng 9 năm 1939, để chuẩn bị đọc lời tuyên chiến với Đức, nhà vua triệu tập Logue tới điện Buckingham. Trong suốt bài phát biểu của mình, với sự trợ giúp của vị bác sĩ, George VI đã nói rất rõ ràng, rành mạch. Thậm chí, đến phần cuối, nhà vua gần như không cần sự trợ giúp của Logue nữa. Kết thúc bài nói, nhà vua cùng gia đình bước ra ban công của cung điện, nhận được sự ngợi khen nhiệt tình của dân chúng.
Trong suốt cuộc chiến tranh thế giới, Logue luôn sát cánh bên vua George VI. Họ vẫn là bạn thân cho đến hết cuộc đời.

## Phân vai
- Colin Firth trong vai Prince Albert, Công tước York / Vua George VI
- Helena Bonham Carter trong vai Elizabeth, Công nương York / Hoàng hậu Elizabeth
- Geoffrey Rush trong vai Lionel Logue
- Guy Pearce trong vai Edward, Hoàng tử xứ Wales / Vua Edward VIII
- Michael Gambon trong vai Vua George V
- Timothy Spall trong vai Winston Churchill
- Jennifer Ehle trong vai Myrtle Logue
- Derek Jacobi trong vai Cosmo Gordon Lang (Archbishop of Canterbury)
- Anthony Andrews trong vai Stanley Baldwin
- Eve Best trong vai Wallis Simpson
- Freya Wilson trong vai Công chúa Elizabeth
- Ramona Marquez trong vai Công chúa Margaret
- Claire Bloom trong vai Nữ hoàng Mary
- Tom Hooper cameo trong vai kĩ sư radio

## Đón nhận

### Đề cử và giải thưởng
| Giải thưởng                                         | Người nhận                              | Danh mục                                                         | Kết quả      |
| --------------------------------------------------- | --------------------------------------- | ---------------------------------------------------------------- | ------------ |
| Giải Oscar lần thứ 83                               | Iain Canning Emile Sherman Gareth Unwin | Phim xuất sắc nhất                                               | Đoạt giải    |
| Giải Oscar lần thứ 83                               | Tariq Anwar                             | Biên tập xuất sắc nhất                                           | Đề cử        |
| Giải Oscar lần thứ 83                               | Eve Stewart Judy Farr                   | Chỉ đạo nghệ thuật xuất sắc nhất                                 | Đề cử        |
| Giải Oscar lần thứ 83                               | Jenny Beavan                            | Hóa trang xuất sắc nhất                                          | Đề cử        |
| Giải Oscar lần thứ 83                               | Paul Hamblin Martin Jensen John Midgley | Âm thanh xuất sắc nhất                                           | Đề cử        |
| Giải Oscar lần thứ 83                               | Colin Firth                             | Nam diễn viên chính xuất sắc nhất                                | Đoạt giải    |
| Giải Oscar lần thứ 83                               | Tom Hooper                              | Đạo diễn xuất sắc nhất                                           | Đoạt giải    |
| Giải Oscar lần thứ 83                               | Geoffrey Rush                           | Nam diễn viên phụ xuất sắc nhất                                  | Đề cử        |
| Giải Oscar lần thứ 83                               | Helena Bonham Carter                    | Nữ diễn viên phụ xuất sắc nhất                                   | Đề cử        |
| Giải Oscar lần thứ 83                               | David Seidler                           | Kịch bản gốc xuất sắc nhất                                       | Đoạt giải    |
| Giải Oscar lần thứ 83                               | Alexandre Desplat                       | Nhạc phim hay nhất                                               | Đề cử        |
| Giải Oscar lần thứ 83                               | Danny Cohen                             | Quay phim xuất sắc nhất                                          | Đề cử        |
| Alliance of Women Film Journalists Awards           |                                         | Best Film                                                        | Đề cử        |
| Alliance of Women Film Journalists Awards           | Best Original Screenplay                | Đề cử                                                            |              |
| Alliance of Women Film Journalists Awards           | Best Ensemble Cast                      | Đề cử                                                            |              |
| Alliance of Women Film Journalists Awards           | Tom Hooper                              | Best Director                                                    | Đề cử        |
| Alliance of Women Film Journalists Awards           | Colin Firth                             | Best Actor                                                       | Đoạt giải    |
| Alliance of Women Film Journalists Awards           | Helena Bonham Carter                    | Best Supporting Actress                                          | Đề cử        |
| Alliance of Women Film Journalists Awards           | Geoffrey Rush                           | Best Supporting Actor                                            | Đề cử        |
| American Cinema Editors                             | Tariq Anwar                             | Best Edited Feature Film - Dramatic                              | Đề cử        |
| American Film Institute Awards                      | Helena Bonham Carter                    | A Year of Excellence Award                                       | Đoạt giải    |
| American Society of Cinematographers Awards 2010    | Danny Cohen                             | Outstanding Achievement in Cinematography in Theatrical Releases | Đề cử        |
| Art Directors Guild Awards                          | Eve Stewart                             | Excellence in Production Design for a Period Film                | Đoạt giải    |
| Austin Film Critics Association                     | Colin Firth                             | Best Actor                                                       | Đoạt giải    |
| Aspen Filmfest                                      | Tom Hooper                              | Audience Favorite Feature                                        | Đoạt giải    |
| 64th British Academy Film Awards                    |                                         | Best Film                                                        | Đoạt giải    |
| 64th British Academy Film Awards                    | Outstanding British Film                | Đoạt giải                                                        |              |
| 64th British Academy Film Awards                    | Best Editing                            | Đề cử                                                            |              |
| 64th British Academy Film Awards                    | Best Production Design                  | Đề cử                                                            |              |
| 64th British Academy Film Awards                    | Best Costume Design                     | Đề cử                                                            |              |
| 64th British Academy Film Awards                    | Best Sound                              | Đề cử                                                            |              |
| 64th British Academy Film Awards                    | Best Makeup and Hair                    | Đề cử                                                            |              |
| 64th British Academy Film Awards                    | Colin Firth                             | Best Actor in a Leading Role                                     | Đoạt giải    |
| 64th British Academy Film Awards                    | Tom Hooper                              | Best Direction                                                   | Đề cử        |
| 64th British Academy Film Awards                    | Geoffrey Rush                           | Best Actor in a Supporting Role                                  | Đoạt giải    |
| 64th British Academy Film Awards                    | Helena Bonham Carter                    | Best Actress in a Supporting Role                                | Đoạt giải    |
| 64th British Academy Film Awards                    | David Seidler                           | Best Original Screenplay                                         | Đoạt giải    |
| 64th British Academy Film Awards                    | Alexandre Desplat                       | Best Film Music                                                  | Đoạt giải    |
| 64th British Academy Film Awards                    | Danny Cohen                             | Best Cinematography                                              | Đề cử        |
| British Independent Film Awards 2010                |                                         | Best British Independent Film                                    | Đoạt giải    |
| British Independent Film Awards 2010                | Colin Firth                             | Best Actor                                                       | Đoạt giải    |
| British Independent Film Awards 2010                | Tom Hooper                              | Best Director                                                    | Đề cử        |
| British Independent Film Awards 2010                | David Seidler                           | Best Screenplay                                                  | Đoạt giải    |
| British Independent Film Awards 2010                | Geoffrey Rush                           | Best Supporting Actor                                            | Đoạt giải    |
| British Independent Film Awards 2010                | Guy Pearce                              | Best Supporting Actor                                            | Đề cử        |
| British Independent Film Awards 2010                | Helena Bonham Carter                    | Best Supporting Actress                                          | Đoạt giải    |
| British Independent Film Awards 2010                | Helena Bonham Carter                    | The Richard Harris Award                                         | Đoạt giải    |
| British Independent Film Awards 2010                | Eve Stewart                             | Best Technical Achievement – Production Design                   | Đề cử        |
| Broadcast Film Critics Association Awards 2010      |                                         | Best Picture                                                     | Đề cử        |
| Broadcast Film Critics Association Awards 2010      | Best Acting Ensemble                    | Đề cử                                                            |              |
| Broadcast Film Critics Association Awards 2010      | Helena Bonham Carter                    | Best Supporting Actress                                          | Đề cử        |
| Broadcast Film Critics Association Awards 2010      | Colin Firth                             | Best Actor                                                       | Đoạt giải    |
| Broadcast Film Critics Association Awards 2010      | Geoffrey Rush                           | Best Supporting Actor                                            | Đề cử        |
| Broadcast Film Critics Association Awards 2010      | Tom Hooper                              | Best Director                                                    | Đề cử        |
| Broadcast Film Critics Association Awards 2010      | David Seidler                           | Best Original Screenplay                                         | Đoạt giải    |
| Broadcast Film Critics Association Awards 2010      | Danny Cohen                             | Best Cinematography                                              | Đề cử        |
| Broadcast Film Critics Association Awards 2010      | Netty Chapman                           | Best Art Direction                                               | Đề cử        |
| Broadcast Film Critics Association Awards 2010      | Jenny Beavan                            | Best Costume Design                                              | Đề cử        |
| Broadcast Film Critics Association Awards 2010      | Alexandre Desplat                       | Best Score                                                       | Đề cử        |
| Central Ohio Film Critics Association Awards        |                                         | Best Film                                                        | Đề cử        |
| Central Ohio Film Critics Association Awards        | Tom Hooper                              | Best Director                                                    | Đề cử        |
| Central Ohio Film Critics Association Awards        | David Seidler                           | Best Original Screenplay                                         | Đề cử        |
| Central Ohio Film Critics Association Awards        | Colin Firth                             | Best Actor                                                       | Đề cử        |
| Central Ohio Film Critics Association Awards        | Geoffrey Rush                           | Best Supporting Actor                                            | Đoạt giải    |
| Chicago Film Critics Association Awards             |                                         | Best Film                                                        | Đề cử        |
| Chicago Film Critics Association Awards             | Best Original Screenplay                | Đề cử                                                            |              |
| Chicago Film Critics Association Awards             | Colin Firth                             | Best Actor                                                       | Đoạt giải    |
| Chicago Film Critics Association Awards             | Helena Bonham Carter                    | Best Supporting Actress                                          | Đề cử        |
| Chicago Film Critics Association Awards             | Geoffrey Rush                           | Best Supporting Actor                                            | Đề cử        |
| Chicago Film Critics Association Awards             | Tom Hooper                              | Best Director                                                    | Đề cử        |
| Chlotrudis Society for Independent Film             |                                         | Best Film                                                        | Chưa công bố |
| Chlotrudis Society for Independent Film             | Best Production Design                  | Chưa công bố                                                     |              |
| Chlotrudis Society for Independent Film             | Colin Firth                             | Best Actor                                                       | Chưa công bố |
| Chlotrudis Society for Independent Film             | Geoffrey Rush                           | Best Supporting Actor                                            | Chưa công bố |
| Chlotrudis Society for Independent Film             | David Seidler                           | Best Original Screenplay                                         | Chưa công bố |
| Costume Designers Guild Awards                      | Jenny Beavan                            | Excellence in Period Film                                        | Đoạt giải    |
| Dallas-Fort Worth Film Critics Association Awards   |                                         | Best Film                                                        | Đề cử        |
| Dallas-Fort Worth Film Critics Association Awards   | Tom Hooper                              | Best Director                                                    | Đề cử        |
| Dallas-Fort Worth Film Critics Association Awards   | Helena Bonham Carter                    | Best Supporting Actress                                          | Đề cử        |
| Dallas-Fort Worth Film Critics Association Awards   | Colin Firth                             | Best Actor                                                       | Đề cử        |
| Dallas-Fort Worth Film Critics Association Awards   | Geoffrey Rush                           | Best Supporting Actor                                            | Đề cử        |
| Denver Film Critics Society                         |                                         | Best Film                                                        | Đề cử        |
| Denver Film Critics Society                         | Best Original Screenplay                | Đề cử                                                            |              |
| Denver Film Critics Society                         | Colin Firth                             | Best Actor                                                       | Đoạt giải    |
| Denver Film Critics Society                         | Helena Bonham Carter                    | Best Supporting Actress                                          | Đề cử        |
| Denver Film Critics Society                         | Geoffrey Rush                           | Best Supporting Actor                                            | Đề cử        |
| Detroit Film Critics Society Awards                 |                                         | Best Film                                                        | Đề cử        |
| Detroit Film Critics Society Awards                 | Best Ensemble                           | Đề cử                                                            |              |
| Detroit Film Critics Society Awards                 | Tom Hooper                              | Best Director                                                    | Đề cử        |
| Detroit Film Critics Society Awards                 | Helena Bonham Carter                    | Best Supporting Actress                                          | Đề cử        |
| Detroit Film Critics Society Awards                 | Colin Firth                             | Best Actor                                                       | Đoạt giải    |
| Detroit Film Critics Society Awards                 | Geoffrey Rush                           | Best Supporting Actor                                            | Đề cử        |
| Directors Guild of America Awards 2010              | Tom Hooper                              | Outstanding Directing – Feature Film                             | Đoạt giải    |
| Florida Film Critics Circle Awards                  | Colin Firth                             | Best Actor                                                       | Đoạt giải    |
| Empire Awards                                       |                                         | Best British Film                                                | Chưa công bố |
| Empire Awards                                       | Best Film                               | Chưa công bố                                                     |              |
| Empire Awards                                       | Colin Firth                             | Best Actor                                                       | Chưa công bố |
| Empire Awards                                       | Helena Bonham Carter                    | Best Actress                                                     | Chưa công bố |
| Empire Awards                                       | Tom Hooper                              | Best Director                                                    | Chưa công bố |
| Evening Standard British Film Awards                |                                         | Best Film                                                        | Đề cử        |
| Evening Standard British Film Awards                | Colin Firth                             | Best Actor                                                       | Đề cử        |
| Evening Standard British Film Awards                | Jenny Beavan                            | Technical Achievement Award                                      | Đề cử        |
| 68th Golden Globe Awards                            |                                         | Best Motion Picture – Drama                                      | Đề cử        |
| 68th Golden Globe Awards                            | Colin Firth                             | Best Actor - Motion Picture Drama                                | Đoạt giải    |
| 68th Golden Globe Awards                            | Helena Bonham Carter                    | Best Supporting Actress - Motion Picture Drama                   | Đề cử        |
| 68th Golden Globe Awards                            | Geoffrey Rush                           | Best Supporting Actor - Motion Picture Drama                     | Đề cử        |
| 68th Golden Globe Awards                            | Tom Hooper                              | Best Director                                                    | Đề cử        |
| 68th Golden Globe Awards                            | David Seidler                           | Best Screenplay                                                  | Đề cử        |
| 68th Golden Globe Awards                            | Alexandre Desplat                       | Best Original Score                                              | Đề cử        |
| Hamptons International Film Festival                | Tom Hooper                              | Audience Award (Narrative)                                       | Đoạt giải    |
| Hollywood Film Festival                             | Helena Bonham Carter                    | Best Supporting Actress                                          | Đoạt giải    |
| Houston Film Critics Society Awards                 |                                         | Best Picture                                                     | Đề cử        |
| Houston Film Critics Society Awards                 | Helena Bonham Carter                    | Best Supporting Actress                                          | Đề cử        |
| Houston Film Critics Society Awards                 | Colin Firth                             | Best Actor                                                       | Đề cử        |
| Houston Film Critics Society Awards                 | Geoffrey Rush                           | Best Supporting Actor                                            | Đề cử        |
| Independent Spirit Awards 2010                      |                                         | Best Foreign Film                                                | Đoạt giải    |
| International Cinephile Society Award               | Colin Firth                             | Best Actor                                                       | Chưa công bố |
| International Film Music Critics Association Awards | Alexandre Desplat                       | Film Score of the Year                                           | Đề cử        |
| International Film Music Critics Association Awards | Alexandre Desplat                       | Best Score for a Drama Film                                      | Đoạt giải    |
| Iowa Film Critics Awards                            | Colin Firth                             | Best Actor                                                       | Đoạt giải    |
| Iowa Film Critics Awards                            | Helena Bonham Carter                    | Best Supporting Actress                                          | Đề cử        |
| Kansas City Film Critics Circle Awards              | Colin Firth                             | Best Actor                                                       | Đoạt giải    |
| Las Vegas Film Critics Society Award                |                                         | Best Picture                                                     | Đề cử        |
| Las Vegas Film Critics Society Award                | Best Costume Design                     | Đề cử                                                            |              |
| Las Vegas Film Critics Society Award                | Best Art Direction                      | Đề cử                                                            |              |
| Las Vegas Film Critics Society Award                | Tom Hooper                              | Best Director                                                    | Đề cử        |
| Las Vegas Film Critics Society Award                | Colin Firth                             | Best Actor                                                       | Đề cử        |
| Las Vegas Film Critics Society Award                | Geoffrey Rush                           | Best Supporting Actor                                            | Đề cử        |
| London Film Critics' Circle Awards                  |                                         | Film of the Year                                                 | Đề cử        |
| London Film Critics' Circle Awards                  | British Film of the Year                | Đoạt giải                                                        |              |
| London Film Critics' Circle Awards                  | Colin Firth                             | Actor of the Year                                                | Đoạt giải    |
| London Film Critics' Circle Awards                  | Colin Firth                             | British Actor of the Year                                        | Đề cử        |
| London Film Critics' Circle Awards                  | Helena Bonham Carter                    | British Actress of the Year                                      | Đề cử        |
| London Film Critics' Circle Awards                  | Tom Hooper                              | British Director of the Year                                     | Đoạt giải    |
| London Film Critics' Circle Awards                  | David Seidler                           | Screenwriter of the Year                                         | Đề cử        |
| Los Angeles Film Critics Association                | Colin Firth                             | Best Actor                                                       | Đoạt giải    |
| Motion Picture Sound Editors                        |                                         | Best Sound Editing: Feature Film DX & ADR                        | Đề cử        |
| National Society of Film Critics Awards             | Geoffrey Rush                           | Best Supporting Actor                                            | Đoạt giải    |
| National Society of Film Critics Awards             | Colin Firth                             | Best Actor                                                       | Đề cử        |
| National Society of Film Critics Awards             |                                         | Best Screenplay                                                  | Đề cử        |
| New York Film Critics Circle Awards                 | Colin Firth                             | Best Actor                                                       | Đoạt giải    |
| North Texas Film Critics Association                |                                         | Best Picture                                                     | Đề cử        |
| North Texas Film Critics Association                | Best Cinematography                     | Đề cử                                                            |              |
| North Texas Film Critics Association                | Colin Firth                             | Best Actor                                                       | Đoạt giải    |
| North Texas Film Critics Association                | Helena Bonham Carter                    | Best Supporting Actress                                          | Đề cử        |
| North Texas Film Critics Association                | Geoffrey Rush                           | Best Supporting Actor                                            | Đề cử        |
| Online Film Critics Society Award                   | Colin Firth                             | Best Actor                                                       | Đoạt giải    |
| Online Film Critics Society Award                   | Geoffrey Rush                           | Best Supporting Actor                                            | Đề cử        |
| Online Film Critics Society Award                   | David Seidler                           | Best Original Screenplay                                         | Đề cử        |
| Phoenix Film Critics Society Awards                 |                                         | Best Film                                                        | Đoạt giải    |
| Phoenix Film Critics Society Awards                 | Best Acting Ensemble                    | Đề cử                                                            |              |
| Phoenix Film Critics Society Awards                 | Best Production Design                  | Đề cử                                                            |              |
| Phoenix Film Critics Society Awards                 | Best Costume Design                     | Đề cử                                                            |              |
| Phoenix Film Critics Society Awards                 | Tom Hooper                              | Best Director                                                    | Đề cử        |
| Phoenix Film Critics Society Awards                 | Colin Firth                             | Best Actor in a Leading Role                                     | Đoạt giải    |
| Phoenix Film Critics Society Awards                 | Geoffrey Rush                           | Best Actor in a Supporting Role                                  | Đề cử        |
| Phoenix Film Critics Society Awards                 | Helena Bonham Carter                    | Best Actress in a Supporting Role                                | Đề cử        |
| Producers Guild of America Awards 2010              | Iain Canning Emile Sherman Gareth Unwin | Best Theatrical Motion Picture                                   | Đoạt giải    |
| San Diego Film Critics Society Awards               | Colin Firth                             | Best Actor                                                       | Đề cử        |
| San Diego Film Critics Society Awards               |                                         | Best Film                                                        | Đề cử        |
| San Diego Film Critics Society Awards               | David Seidler                           | Best Original Screenplay                                         | Đề cử        |
| San Diego Film Critics Society Awards               | Geoffrey Rush                           | Best Supporting Actor                                            | Đề cử        |
| San Francisco Film Critics Circle Awards            |                                         | Best Original Screenplay                                         | Đoạt giải    |
| San Francisco Film Critics Circle Awards            | Colin Firth                             | Best Actor                                                       | Đoạt giải    |
| Santa Barbara International Film Festival           |                                         | Best Ensemble Award                                              | Đoạt giải    |
| Satellite Awards 2010                               |                                         | Best Film - Drama                                                | Đề cử        |
| Satellite Awards 2010                               | Best Costume Design                     | Đề cử                                                            |              |
| Satellite Awards 2010                               | David Seidler                           | Best Original Screenplay                                         | Đoạt giải    |
| Satellite Awards 2010                               | Tom Hooper                              | Best Director                                                    | Đề cử        |
| Satellite Awards 2010                               | Colin Firth                             | Best Actor – Motion Picture Drama                                | Đoạt giải    |
| Satellite Awards 2010                               | Geoffrey Rush                           | Best Supporting Actor – Motion Picture                           | Đề cử        |
| 17th Screen Actors Guild Awards                     | Colin Firth                             | Outstanding Performance by a Male Actor in a Leading Role        | Đoạt giải    |
| 17th Screen Actors Guild Awards                     | Helena Bonham Carter                    | Outstanding Performance by a Female Actor in a Supporting Role   | Đề cử        |
| 17th Screen Actors Guild Awards                     | Geoffrey Rush                           | Outstanding Performance by a Male Actor in a Supporting Role     | Đề cử        |
| 17th Screen Actors Guild Awards                     |                                         | Outstanding Performance by a Cast in a Motion Picture            | Đoạt giải    |
| Southeastern Film Critics Association Awards        | Colin Firth                             | Best Actor                                                       | Đoạt giải    |
| Southeastern Film Critics Association Awards        | Geoffrey Rush                           | Best Supporting Actor                                            | Đoạt giải    |
| Southeastern Film Critics Association Awards        | David Seidler                           | Best Original Screenplay                                         | Đoạt giải    |
| St. Louis Gateway Film Critics Association Awards   | Colin Firth                             | Best Actor                                                       | Đoạt giải    |
| St. Louis Gateway Film Critics Association Awards   | Geoffrey Rush                           | Best Supporting Actor                                            | Đề cử        |
| St. Louis Gateway Film Critics Association Awards   | Helena Bonham Carter                    | Best Supporting Actress                                          | Đề cử        |
| St. Louis Gateway Film Critics Association Awards   | Tom Hooper                              | Best Director                                                    | Đề cử        |
| St. Louis Gateway Film Critics Association Awards   |                                         | Best Film                                                        | Đề cử        |
| St. Louis Gateway Film Critics Association Awards   | Best Original Screenplay                | Đoạt giải                                                        |              |
| St. Louis Gateway Film Critics Association Awards   | Best Artistic/Creative Film             | Đề cử                                                            |              |
| Toronto Film Critics Association Awards             | Colin Firth                             | Best Actor                                                       | Đề cử        |
| Toronto Film Critics Association Awards             | Geoffrey Rush                           | Best Supporting Actor                                            | Đề cử        |
| Toronto Film Critics Association Awards             | David Seidler                           | Best Screenplay                                                  | Đề cử        |
| Toronto International Film Festival 2010            | Tom Hooper                              | People's Choice Award                                            | Đoạt giải    |
| Utah Film Critics Association Awards                | Colin Firth                             | Best Actor                                                       | Đề cử        |
| Utah Film Critics Association Awards                | Geoffrey Rush                           | Best Supporting Actor                                            | Đề cử        |
| Vancouver Film Critics Circle                       | Colin Firth                             | Best Actor                                                       | Đoạt giải    |
| Vancouver Film Critics Circle                       | Geoffrey Rush                           | Best Supporting Actor                                            | Đề cử        |
| Washington D.C. Area Film Critics Association       | Helena Bonham Carter                    | Best Supporting Actress                                          | Đề cử        |
| Washington D.C. Area Film Critics Association       | Geoffrey Rush                           | Best Supporting Actor                                            | Đề cử        |
| Washington D.C. Area Film Critics Association       | Colin Firth                             | Best Actor                                                       | Đoạt giải    |
| Washington D.C. Area Film Critics Association       | David Seidler                           | Best Original Screenplay                                         | Đề cử        |
| Women Film Critics Circle Awards                    | Colin Firth                             | Best Actor                                                       | Đoạt giải    |
| Women Film Critics Circle Awards                    |                                         | Best Male Images in a Movie                                      | Đoạt giải    |